# W Волка
W Волка (лат. W Lupi) — одиночная переменная звезда в созвездии Волка на расстоянии (вычисленном из значения параллакса) приблизительно 3857 световых лет (около 1183 парсеков) от Солнца. Видимая звёздная величина звезды — от менее +13,4m до +10,6m.

## Характеристики
W Волка — красная пульсирующая переменная звезда, мирида (M) спектрального класса M4. Эффективная температура — около 3288 K.